# Vaginak Galstjan
Vaginak Galstjan (* 7. listopadu 1973 Jerevan) je bývalý arménský zápasník – klasik.

## Sportovní kariéra
Zápasení se věnoval od 13 let. Specializoval se na řecko-římský styl. V arménské mužské reprezentaci s pohyboval od poloviny devadesátých let dvacátého století ve váze do 68 (69) kg. V roce 1996 prohrál nominaci na olympijské hry v Atlantě se Samvelem Manukjanem.
Od roku 1999 startoval v nižší váze do 63 kg kvůli mladém talentu Movses Karapetjanovi. V roce 2000 se kvalifikoval na letní olympijské hry v Sydney, kde smolně nepostoupil ze základní skupiny do vyřazovacích bojů přes Gruzínce Akaki Čačuaho. V roce 2001 dosáhl svého největšího úspěchu titulu mistra světa v řeckém Patrasu.
Od roku 2002 startoval ve váze do 66 kg. V roce 2004 startoval na olympijských hrách v Athénách, ale podobně jako před čtyřmi lety mu scházelo více štěstí a nepostoupil z mimořádně vyrovnané základní skupiny přes Švéda Jimmy Samuelssona. Vzápětí ukončil sportovní kariéru. Věnuje se funkcionářské práci v oblasti sportu.

## Výsledky
| Turnaj             | 1992 | 1993 | 1994 | 1995 | 1996 | 1997 | 1998 | 1999 | 2000 | 2001 | 2002 | 2003 | 2004 |
| Turnaj             | 19   | 20   | 21   | 22   | 23   | 24   | 25   | 26   | 27   | 28   | 29   | 30   | 31   |
| Turnaj             | -68  | -68  | -68  | -68  | -68  | -69  | -69  | -63  | -63  | -63  | -66  | -66  | -66  |
| ------------------ | ---- | ---- | ---- | ---- | ---- | ---- | ---- | ---- | ---- | ---- | ---- | ---- | ---- |
| Olympijské hry     | —    |      |      |      | —    |      |      |      | úč.  |      |      |      | úč.  |
| Mistrovství světa  |      | —    | —    | —    |      | úč.  | —    | —    |      | 1.   | úč.  | 4.   |      |
| Mistrovství Evropy | —    | —    | —    | 5.   | —    | úč.  | 4.   | úč.  | 4.   | —    | úč.  | úč.  | —    |
| MS nadějí          |      | 4.   |      |      |      |      |      |      |      |      |      |      |      |
| ME nadějí          | úč.  |      |      |      |      |      |      |      |      |      |      |      |      |